# Phnom Penh
Phnom Penh je glavni grad države Kambodže.
Nalazi se na utoku rijeke Sap u Mekong. Osnovan je u drugoj polovini 14. stoljeća, prijestolnica je od 1867. godine. Trgovačko je industrijsko središte donjega Mekonga. Uz tekstilnu i drvnu industriju ističe se prehrambena s mnogobrojnim ljuštionicama riže i tvornicama za preradbu i konzerviranje voća.
Kulturno središte sa sveučilištem, kraljevskom i drugim knjižnicama. Važno prometno središte s riječnom i zračnom lukom (Pochetong).
Prema podacima iz 2004. grad ima 1.011.264 stanovnika.